# Université Tōhoku Fukushi
 (décembre 2021).
Si vous disposez d'ouvrages ou d'articles de référence ou si vous connaissez des sites web de qualité traitant du thème abordé ici, merci de compléter l'article en donnant les références utiles à sa vérifiabilité et en les liant à la section « Notes et références ».
Ne doit pas être confondu avec Université du Tōhoku ou Université Tōhoku gakuin.

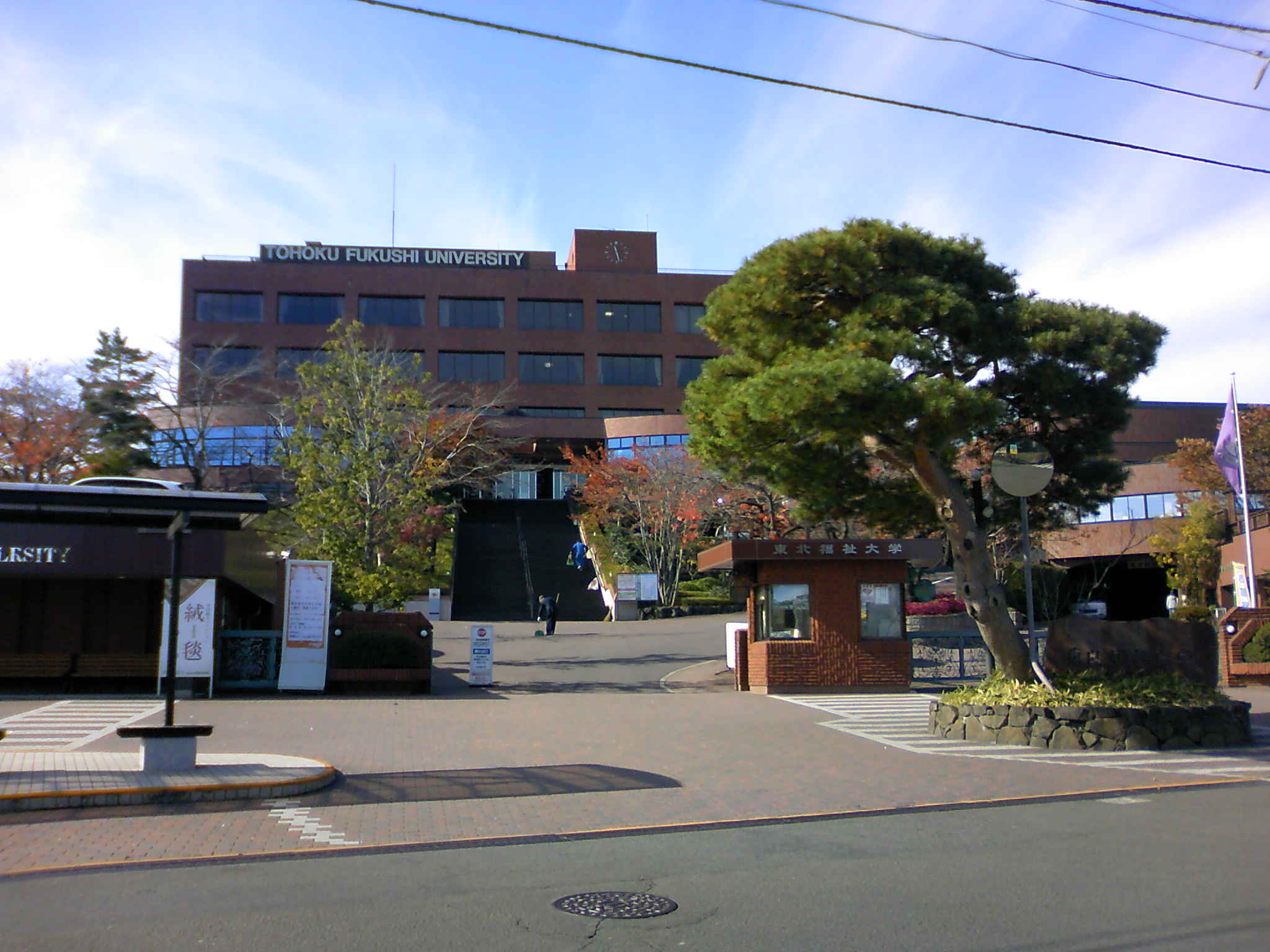
Entrée principale de l’université.

L’université Tōhoku Fukushi (東北福祉大学, Tōhoku Fukushi daigaku) est une université privée japonaise à Sendai.